# Brachionidium condorense
Brachionidium condorense är en orkidéart som beskrevs av L.Jost. Brachionidium condorense ingår i släktet Brachionidium och familjen orkidéer. Inga underarter finns listade i Catalogue of Life.